# Karner Károly Frigyes
Karner Károly Frigyes, Karner F. Károly (Kőszeg, 1897. január 3. – Sopron, 1984. október 25.) evangélikus lelkész, műfordító, teológus.

## Életpályája
Szülei Karner Frigyes tanító és Paner Rozália voltak. 1915–1919 között a Soproni Evangélikus Teológiai Akadémián végezte tanulmányait, 1919-ben szentelték lelkésszé. 1920–21 között Lipcsében tanult teológiát és bölcsészetet, 1923-ban szerezte meg ugyanitt teológia szakos tanári diplomáját. 1926-ban letette a teológiai licenciátusi vizsgát is. Közben 1925-ben a Pázmány Péter Tudományegyetemen megszerezte teológiai doktori fokozatát is, 1927-ben pedig magántanári képesítést szerzett az újszövetségi írásmagyarázat és segédtudományai területen.
1919–1920 között mint segédlelkész szolgált Felsőlövőn, Sopronban és Ágfalván, majd 1921–1924 között Pécsett volt hitoktató. 1924–1929 között a pécsi Erzsébet Tudományegyetem soproni Evangélikus Hittudományi Karán az Újszövetségi Írásmagyarázat és a Rendszeres Teológia Segédtudományai Tanszékén volt helyettes tanár, 1929–1932 között nyilvános rendkívüli és 1932–1950 között nyilvános rendes tanára. 1950–1952 között nyilvános rendes tanár volt a budapesti Evangélikus Teológiai Akadémián, majd 1952–1958 között egyetemi tanár, ekkor kényszernyugdíjazták. Ezután Sopronba költözött, ahol irodalommal foglalkozott egészen haláláig.
Tevékenysége kiterjedt az Újszövetség tudományos vizsgálatára, filológiai elemzésére, az ágostai hit és az őskeresztény egyház kialakulásának történetére. 1934–1944 között a Keresztyén Igazság című evangélikus folyóirat alapító felelős szerkesztője volt. Magyar nyelven Karner Károly és Karner F. Károly, német nyelven Friedrich Karl Karner néven, ill. Kovács Károly álnéven publikált.

## Főbb művei
- Der Vergeltungsgedanke in der Ethik Jesu (Leipzig, 1927)
- Die Bedeutung des Vergeltungsgedankens für die Ethik Jesu, dargestellt im Anschluss an die synoptischen Evangelien (Oedenburg-Sopron, 1927)
- Pál apostol világnézete. Pál apostol és a görög filozófia. Egyetemi doktori értekezés is (Pécs, 1927)
- Mandäizmus és őskereszténység (Theologiai Szemle, 1928)
- Jézus halálának napja (Theologiai Szemle, 1930; és külön: Theologiai tanulmányok. 9. Debrecen, 1930)
- A keresztyén egyház története Luther Márton halálától a westfáliai békéig (Budapest, 1930)
- A saecularismus és a lelkészi munka (Szentgotthárd, 1930)
- Az egyház lényege az Ágostai Hitvallás szerint (Hitvallás és tudomány. Sopron, 1930)
- A felekezetek Magyarországon a statisztika megvilágításában (Theologiai Szemle, 1931; és külön: Theologiai tanulmányok. 14. Debrecen, 1931)
- Az öngyilkosságról (Protestáns Szemle, 1933)
- A protestántizmus világhelyzete (Magyar Protestáns Almanach, 1933)
- A hellenisztikus zsidóság pusztulása (A m. kir. Erzsébet Tudományegyetem iratai. 1933/34. Pécs, 1934)
- Egyház és állam (Protestáns Szemle, 1935)
- Magyarságunk próbája. Az evangélikusság nemzeti feladatai (A Keresztyén Igazság füzetei. 1. Győr, 1938)
- A keresztyén egyházak sorsközössége (Protestáns Szemle, 1939)
- A bibliafordítás revíziójáról (Protestáns Szemle, 1940)
- Új bibliafordítás és revízió (Protestáns Szemle, 1941)
- Állam és felsőbbség az Újszövetségben (A m. kir. Erzsébet Tudományegyetem iratai. 1941/42. Pécs, 1942)
- Evangélium, magyarság. Írások, tanulmányok. A borítékot Révész István tervezte (Győr, 1942)
- A Károly-biblia revíziója és az ún. textus receptus (Theologiai Szemle, 1942)
- Halhatatlanság vagy feltámadás? Írások, tanulmányok (Győr, 1943)
- Mítosz vagy evangélium? (Lelkipásztor, 1943)
- Jézus az élet kenyere. 1–2. – Isten terve (Evangélikus Theologia, 1947)
- Bevezetés a teológiába. Egy. tankönyv (Az Evangélikus Egyetemes Sajtóosztály kiadványa. Bp., 1954; németül: Berlin, 1957)
- Isten, világ, felebarát. Igehirdetések. Igetanulmányok (Az Evangélikus Egyetemes Sajtóosztály kiadványa. Bp., 1956)
- Káldy Zoltán: Bevezetés az Újszövetségbe. Átnézte és az újszövetségi kritika történetét írta K. K. (Az Evangélikus Egyetemes Sajtóosztály kiadványa. Bp., 1957)
- Adalék a magyar jakobinusok történetéhez (Soproni Szemle, 1963)
- Soproni névnapi köszöntő 1680-ból (Soproni Szemle, 1965)
- Két soproni vonatkozású nyomtatvány 1681-ből. 1–2. (Soproni Szemle, 1966)
- Zwei unbekannte Drucke von Luther-Schriften im Sopron (Magyar Könyvszemle, 1968)
- Hellenizmus, Róma, Zsidóság. Kovács Károly néven (Köln–Bécs, 1969)
- Soproni adomány a Nemzeti Múzeum könyvtárának gyarapítására (Soproni Szemle, 1969)
- Ein wiedergefundenes Melanchton-Autograph. Sólyom Jenővel, két képpel (Magyar Könyvszemle, 1970)
- Apokalipszis. Fordítás és magyarázat. K. K. előadásai nyomán közreadta Rátkai Róbert és Szépfalusi István (Bécs, 1973; hasonmás kiad. Bp., 1990)
- Eine evangelische Kirchenbibliothek aus der Zeit der Gegenreformation (Jahrbuch der Gesellschaft für die Geschichte des Protestantismus in Österreich, 1975; és külön: Wien, 1975)
- Két soproni polgár könyvtára a 17. század harmadik negyedében (Magyar Könyvszemle, 1977)
- Időszerű hitvallás. Monográfia (A Magyarországi Evangélikus Egyház Sajtóosztálya kiadványa. Budapest, 1989)
- Ritka könyvek és nyomtatványok soproni könyvtárakban (Collectanea Tiburtiana. Tanulmányok Klaniczay Tibor tiszteletére. Szeged, 1990)

### Írásai a Keresztyén Igazságban
- A zsidó kérdés (1937)
- A „több igazság” (1989)
- Igaz, igazság, Isten igazsága (1990)
- Házasság és családvédelem egyházunkban (1993)
- A Te hited megtartott téged! (1994)
- Keresztelő János. – Imádság tanévzáró ünnepélyen, 1958. június 20. (2008)
- Új esztendő küszöbén (2012)

### Fordításai
- Walter János: Luther Márton ifjúkori vallásos fejlődése (Budapest, 1929)
- Elert, Werner: Luther Marburgban (Sopron, 1930)
- Az Újtestámentum szent iratai. 1. Máté evangéliuma. Ford. és magyarázta K. K. (A Keresztény Igazság Könyvtára. 1. Sopron, 1935; hasonmás kiad. Budapest, 1995)
- Az Újtestamentum szent iratai 6. Isten igazsága. Pál apostol levele a rómabeliekhez. Ford. és magyarázta K. K. (A Keresztény Igazság Könyvtára. 6. Sopron, 1942)
- A testté lett Ige. János evangéliuma. Ford. és magyarázta K. K. (A Magyar Luther Társaság kiadványa. Budapest, 1950)